# Emergency Intercom
Emergency Intercom é um podcast semanal na Tiny Meat Gang Network apresentado por dois amigos de longa data, Enya Umanzor e Drew Phillips.   Enya e Drew vivem juntos em Los Angeles, mas se conheceram através da internet quando adolescentes,  época em que Enya vivia em Miami e Drew no Texas  .Os episódios apresentam temas cómicos muitas vezes relacionados às vidas semanais dos apresentadores ou à cultura pop .   
Até maio de 2024, o podcast era filmado em um set autoconstruído, sendo depois mudado para um novo set após o começo da parceria com os estúdios Tiny Meat Gang.  